# Trochulus erjaveci
Trochulus erjaveci is een slakkensoort uit de familie van de Hygromiidae. De wetenschappelijke naam van de soort is voor het eerst geldig gepubliceerd in 1870 door Brusina.